# Violončelo
Violončelo (violoncello, cello, čelo) je gudačko glazbalo, mnogo veće od violine i viole.
Pri sviranju se drži među koljenima. Na kraju trupa ima šiljasti klin (nogu) kojim ga svirač oslanja o pod. Note za violončelo najčešće se pišu u F-ključu, ali se upotrebljavaju još dva ključa, G i C (tenor ključevi).
Najsavršenija gudačka glazbala izrađivali su u XVII. stoljeću talijanski majstori Stradivari, Guarneri i Amati. Gudački instrumenti mogu sačinjavati i manje (komorne) sastave, kao što su gudački trio, gudački kvartet i komorni gudački orkestar.

## Skladatelji
Najznačajniji skladatelji za violončelo su bili: Johann Sebastian Bach, Antonio Vivaldi, Luigi Boccherini, Joseph Haydn, Antonín Dvořák, Robert Schumann.

## Glazbenici
Među najvećim violončelistima svakako su Pablo Casals, Mstislav Rostropovič, Antonio Janigro, Pierre Fournier, Grigorij Pjatigorski, Paul Tortelier, Enrico Mainardi, Jaquline du Pre, Mischa Maisky, Yo-Yo Ma.
Poznata hrvatska violončelistica je Jelena Očić, sestra hrvatske orguljašice Ljerke Očić.

## Gudalo
Gudalo ima strune napravljene od dlake iz konjskog repa. Da bi mogle proizvoditi zvuk strune se mažu kalafonijem. Kalafonij je stvrdnuti prah nastao tako što se se destilacijom uklone hlapljivi sastojci iz smolne izlučine nekih vrsta bora

## Žice
Čelo ima četiri žice: C, G, d, a.  C je najdublja, a a najviša. Na čelu postoje čivije, (one su na vrhu violončela i izgledaju kao vijci) pomoću kojih zatežemo žice. Tim zatezanjem štimamo čelo i žicu tako da bi imali odgovarajući zvuk. Kada gudalo stavimo na žicu, i povučemo žica proizvodi vibracije, a zvuk izlazi kroz otvore na čelu koji liče malom slovu  f.

## Hvataljka i konjić
Hvataljka je mjesto iznad kojeg stoje žice. Kada se prst stavi na žicu i pritisne, žica dobije obostrani pritisak i proizvodi odgovarajući zvuk. Konjić je jedan od dijelova čela koji kad se pomakne malo više, čelo se raspada. Malo ispod nje se nalaze i druga četiri vijka koji služe za štimanje.